# Chiesa dell'Assunta (Nizza di Sicilia)
La chiesa di Santa Maria Assunta è un tempio sacro cattolico, ubicato nel cuore del quartiere Landro e di Casapinta, uno dei quartieri storici del paese, in posizione centrale rispetto alla via Umberto I di Nizza di Sicilia, dedicato alla Madonna Assunta, Patrona aeque principalis della cittadina insieme a san Giuseppe.
Appartiene alla parrocchia "Santa Maria Assunta e San Giuseppe", di cui è chiesa parrocchiale.

## Storia e descrizione

### Le origini del culto

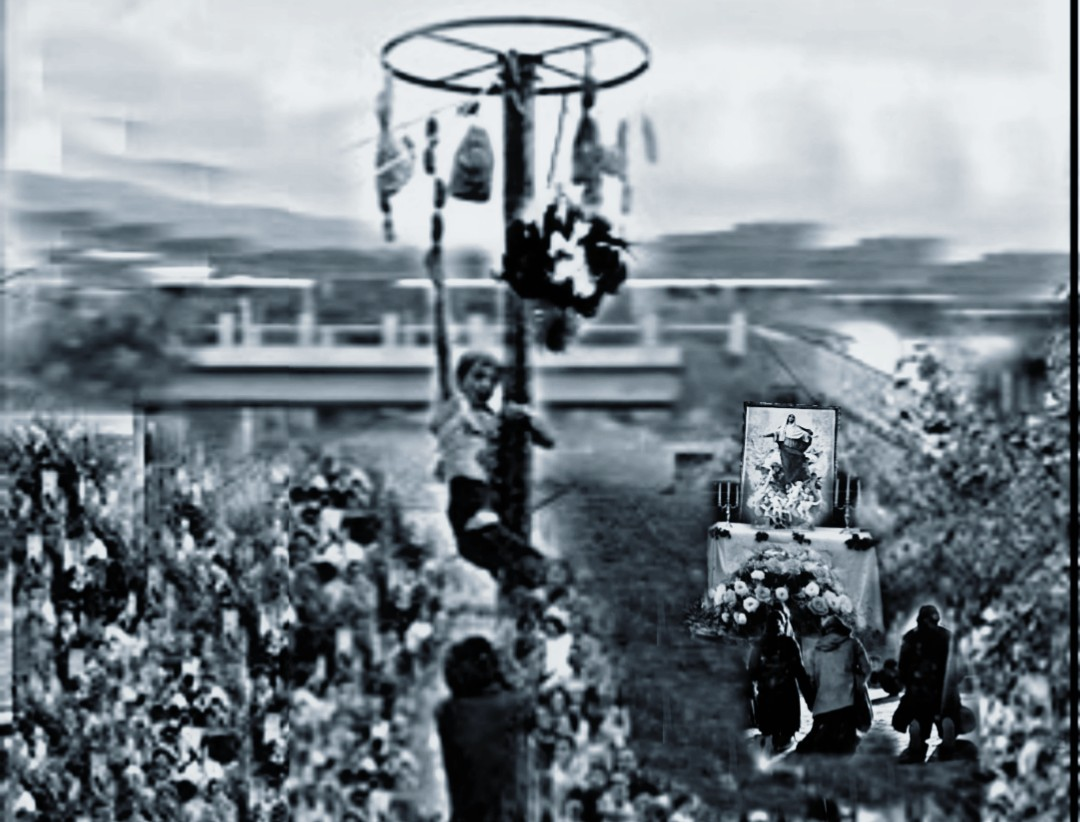
Disegno digitale raffigurante una delle prime feste dell’Assunta, antecedenti la costruzione della Chiesa, realizzato secondo le descrizioni di F. Romeo e O. Calabrò.

Il culto della  Madonna Assunta sul territorio di Nizza di Sicilia ha una genesi peculiare, in quanto già diverso tempo prima dell'edificazione della sua chiesetta, sin dalla seconda metà dell'800, la Vergine santissima veniva annualmente celebrata nel giorno di Ferragosto.
Tale festività costituiva, infatti, la diretta evoluzione di un antico baccanale: la cosiddetta Sagra di Treaire ("Triàiri" nel locale dialetto).
Al tal proposito un manoscritto inedito di Francesco Romeo del 12 ottobre 1942 testimonia che, come vuole la tradizione, "gli abitanti di Allume costumavano ogni anno di recarsi il 15 agosto in località prossima al Landro denominata Treaire, dove si davano ai divertimenti tradizionali, ballo, libagioni ecc. La località era molto vicina alla ormai popolata marina che numerosa partecipava al baccanale."
Nel corso degli anni, tuttavia, i proprietari del terreno ove si svolgeva la sagra iniziarono a mal tollerare "l'annuale invasione delle loro terre" e con l'aiuto delle autorità, prendendo spunto da qualche increscioso incidente, impedirono la festa. Gli abitanti del luogo non si diedero però per vinti e l'anno seguente scelsero per la loro festa il letto del torrente Landro nel tratto tra il ponte della ferrovia e la spiaggia.
Lo stesso aneddoto è raccontato anche da Oreste Calabrò in un articolo sulla Gazzetta del Sud datato 20 marzo 1954, in cui scrive: "Nel nostro paese non c'era tanta devozione alla Madonna dell'Assunta, per la quale nel territorio di Savoca e di Alì Superiore vigeva un certo culto superiore di gran lunga al nostro. Continuò la sagra di Treaere per diverse annate finché i proprietari della contrada stessa, che annualmente vi rimettevano il raccolto, reclamarono alle Autorità, le quali impedirono che nell'agosto del 1889 si ripetesse la festa che si riduceva ad un baccanale. Quantunque avessero proibito il raduno, la festa si svolse lo stesso..., ma nel torrente Landro e precisamente tra il ponte della ferrovia e il lido. Fatto si è che l'abitudine che la gente del luogo aveva acquisita nello spazio di qualche decennio non poteva cessare di colpo. Infatti ci risulta che questa era la più attesa delle sagre annuali, durante la quale i don Giovanni incoraggiati dall'"acqua ardente" lasciavano correre delle parole galanti... alle più belle ragazze causando esplodenti gelosie".
Nei primi di agosto del 1890, un comitato fece cambiare carattere alla festa, portandola su un piano più facile e meno pericoloso: si istituirono giochi come l'antenna, la pentolaccia, il gallo, a cui seguivano le regate che si prolungavano fino a notte tarda, mentre nel torrente Landro si adorava un'immagine dell'Assunta posta su un altare pavesato di fiori, intorno al quale "il popolo prese parte ad onesti divertimenti".
In questo modo aveva perciò origine la festa dell'Assunta di Nizza di Sicilia, in un connubio tra folclore e fede, tra profano e sacro.
Per quanto riguarda i giochi che si organizzavano per l'occasione si possono dunque ricordare: "'a 'ntinna", che era il classico albero della cuccagna, che a Nizza si caratterizzava per avere anche un gallo vivo e sospeso per le zampe accanto ai soliti premi da conquistare (un chilo di noci americane, un chilo di ceci, un chilo di formaggio, una corda di salame, cinque chili di pasta e una bottiglia di vino); "'u jaddu", in cui i concorrenti bendati dovevano colpire la testa di un gallo vivo seppellito nella sabbia; la corsa nei sacchi; "i pignateddi", cioè il classico gioco delle pentolacce; "'a patedda", in cui i concorrenti dovevano riuscire a staccare con le labbra una moneta da 5 lire attaccata per mezzo di un po' di "pastedda di pani" ad una padella che veniva fatta oscillare; il tiro alla fune; la "barchiata a mari", cioè la passeggiata in mare sulle barche che si svolgeva proprio per l'occasione (Nizza d'altronde era popolo strettamente legato al mare).

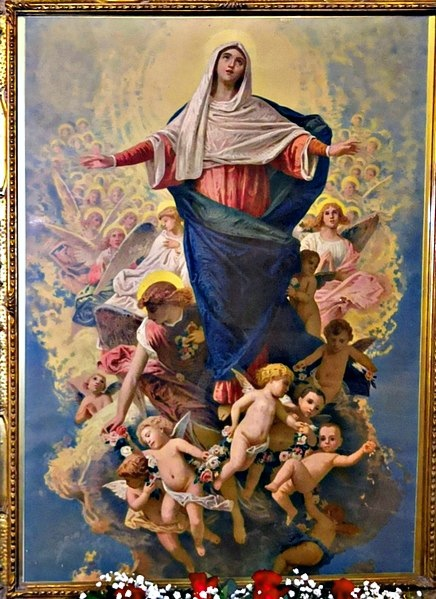
Antico quadro della Madonna Assunta venerato in Nizza di Sicilia, oleografia.

Per quanto riguarda invece il profilo religioso, veniva allestito ogni anno sul letto del torrente Landro un provvisorio altarino sul quale si collocava una graziosa oleografia raffigurante l'Assunzione in Cielo della Vergine Santa, posta su una nube sorretta e circondata da una schiera di Angeli festanti, intenti a muoverla verso l'alto e ad omaggiarla con ghirlande di fiori; l'altarino, adornato sempre da una ricca decorazione floreale, veniva venerato per tutta la durata della festa dalla gente che vi si recava, per lasciare qualche fiore o semplicemente per salutare la Vergine Maria con l'omaggio della propria devozione.
Questa ottocentesca oleografia, che fu perciò la prima immagine dell'Assunta ad essere venerata sul suolo nizzardo, è ancora oggi custodita nei locali parrocchiali, in quanto il dipinto - che era privato - fu successivamente donato alla chiesa dal signor Antonino Interdonato nel luglio 1911.

### La prima chiesa

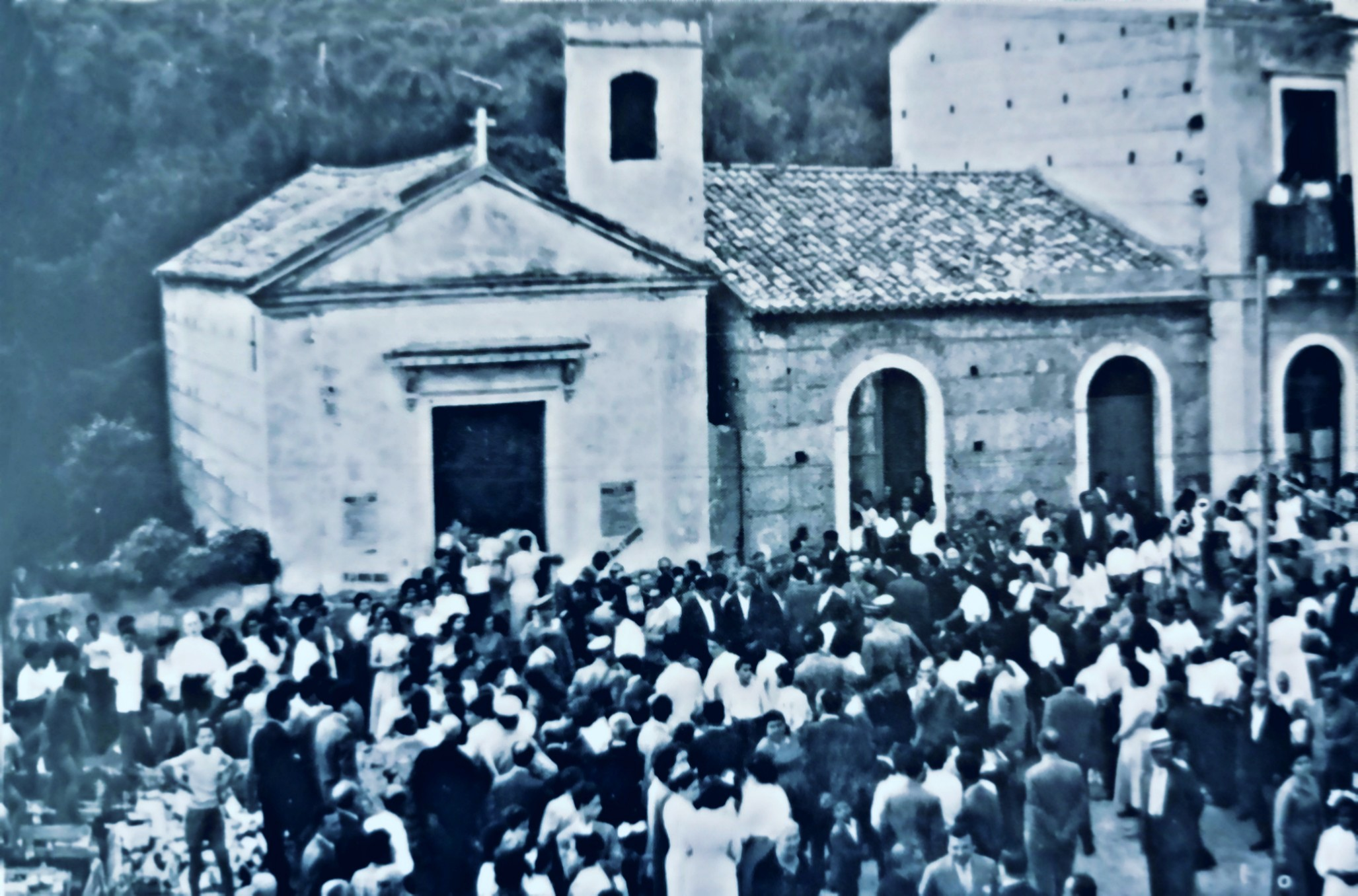
Prima Chiesa dell' Assunta, Nizza di Sicilia.

Nel frattempo iniziava a maturare tra gli abitanti del quartiere Landro e di Casapinta, quartiere storico che con le sue casine e i suoi vicoletti ben conservati ricorda ancora oggi la memoria agricola del paese, anche il desiderio di innalzare “un eremo” in onore della Vergine Assunta.
Pertanto "il comitato non tardò ad acquistare l'area fabbricabile, dove il sacerdote Parisi benedisse la prima pietra per la costruzione del tempio, che dopo due anni veniva compiuto da mastro Concetto Elemich, da altri muratori e dallo scultore Antonio Calabrò che ne ideò e scolpì la parte architettonica". Essi furono coadiuvati e sostenuti da tutta la popolazione del quartiere Landro-Casapinta, che "lavorò ininterrottamente con le maestranze senza pretendere nessuna ricompensa".
Infatti nel manoscritto di Francesco Romeo datato 12 ottobre 1942 si legge che "i rev. Domenico Fleres, Mario Parisi, ex collocario di S.Pietro d'Agrò, ed il signor Romeo Francesco acquistarono da Nunzio Roberto il suolo" e che "col concorso del popolo si edificò la chiesetta”, come testimonia anche il rinvenimento di una ricevuta del Comitato per la costruzione della chiesa, datata 7 febbraio 1892, in cui si attesta l'"obblazione di lire venticinque" di un abitante del luogo "da impiegarle all'edificazione ed accessori di detta chiesa".

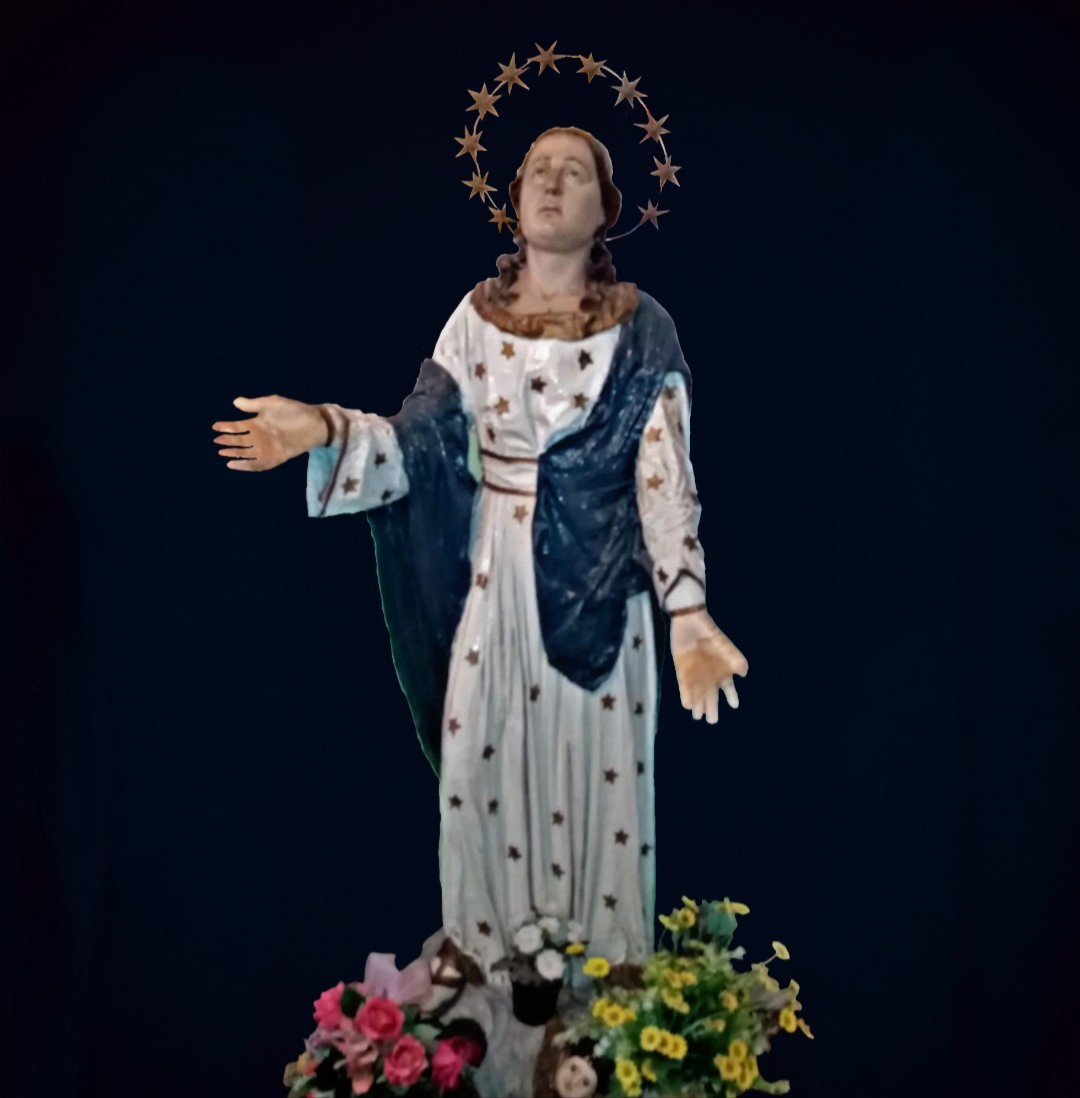
Ottocentesca statua dell' Assunta di cartapesta che si venerava presso la Chiesetta fino al 1954, Nizza di Sicilia.

Intanto fu fatta realizzare anche una statua della Madonna Assunta, in cartapesta siciliana, destinata al culto che si sarebbe perpetuato all'interno del sacro edificio che con tanto entusiasmo si andava erigendo.
Questa prima chiesa dell'Assunta fu dunque inaugurata il 15 agosto del 1892 con il titolo: “Maria Santissima Assunta in cielo”. In questo contesto solenne la statua della Santa - racconta Oreste Calabrò - "veniva portata in trionfo" in maniera solenne.

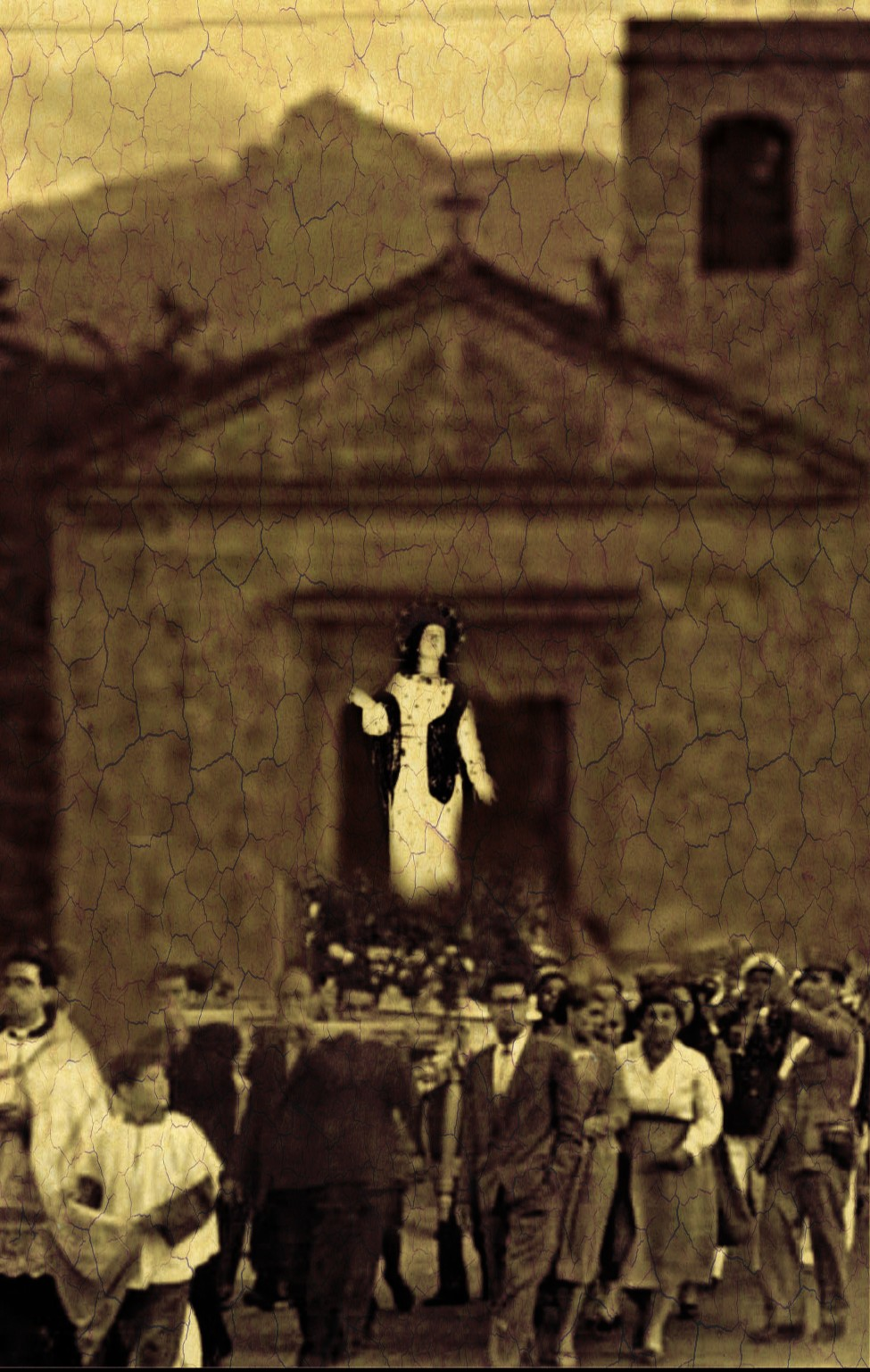
Disegno digitale della statua dell' Assunta che viene “portata in trionfo” il 15 Agosto 1892.

Tale simulacro fu dunque la seconda immagine dell'Assunta ad essere venerata sul suolo nizzardo; intorno ad essa si continuò ad onorare la Vergine Santa e a tributarle il culto nella chiesetta per più di mezzo secolo, precisamente fino al 1954.
Il piccolo tempio, intitolato "A MARIA SANTISSIMA DELL'ASSUNTA", come recita erroneamente l'epigrafe scolpita al suo ingresso, fu inizialmente chiesa minore alle dipendenze dell'Arcipretura di Allume, ed era aperto ai fedeli ogni 15 agosto - in occasione dei festeggiamenti in onore della Madonna Assunta - ed eccezionalmente anche in altri giorni dell'anno.
Dal 25 marzo 1943, invece, la chiesetta è eretta a parrocchia e le funzioni religiose iniziano a svolgersi con regolarità.
Ancora oggi percorrendo la via Nazionale è possibile notare il piccolo tempio, sebbene privo del suo campanile; esso ha infatti rappresentato un importante impegno di fede e di onore per la gente del luogo, contribuendo ad alimentare la locale devozione alla Vergine Maria che si manifesta a Nizza di Sicilia nelle due ricorrenze più importanti: l'Immacolata concezione (nella chiesa di san Giovanni) e la Gloriosa Assunzione (nelle tre chiese dell'Assunta, sin dalla seconda metà dell'Ottocento).

#### L'attività del primo parroco
La storia della parrocchia Maria SS. Assunta è segnata profondamente anche dall'attività del suo primo parroco: don Carmelo Calabrò (Allume, 4 febbraio 1922), il quale si rese conto dell'inadeguatezza del vetusto tempio per accogliere la notevolmente accresciuta popolazione del territorio parrocchiale e si fece più volte interprete presso la Curia delle lamentele dei parrocchiani come si può leggere in diverse lettere inviate al vescovo.
"Più volte, nell'impossibilità di stare dentro, diverse persone hanno abbandonato la messa festiva e tante altre non frequentano per lo stesso motivo.(...) Mancando di sacristia o altro locale, la cappella serve per tutti gli usi: per le funzioni, per le riunioni delle associazioni cattoliche e per conferire col parroco e ogni domenica, specie nel pomeriggio diventa una piccola Babele con moltissime irriverenze al S. Sacramento e con grandescandalo dei passanti, i quali la domenica sono moltissimi sulla strada nazionale sulla quale dà la porta della cappella e non possono spiegarsi il vociare dei bimbi ed il movimento che mettono in Chiesa.
Non bastasse ciò, proprio in questi giorni ho notato una forte lesione nell'unico arco che ne sostiene la volta e ciò mi tiene molto in ansia per le gravi sciagure alle quali si è esposti date anche le altre lesioni della volta, dovute all'antichità della costruzione ed alle bombe che sono cadute accanto. (...) In tali condizioni qualsiasi lavoro parrocchiale proficuo è impedito. (...) Completata l'esposizione mi permetto di pregare ancora una volta l'Ecc. V. Rev.ma perché voglia prendere in considerazione la sconfortante realtà di questa povera Parrocchia(...)".

### La seconda chiesa

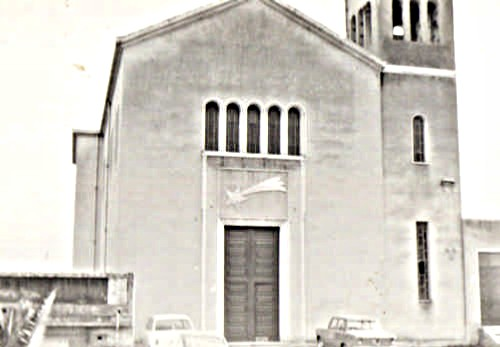
Facciata della seconda Chiesa dell'Assunta

Svanito il progetto iniziale di un ampliamento della cappella attraverso la costruzione di un'abside ottagonale sul terreno dietro la chiesetta, padre Calabrò riuscì a ottenere il suo finanziamento quando monsignor Guido Tonetti, coadiutore dell'Arcivescovo, fece visita a Nizza di Sicilia il 19 marzo 1953 per benedire la chiesa di San Giuseppe, riaperta al culto dopo i forti danneggiamenti del maltempo.
È, infatti, durante il pranzo che ne seguì che monsignor Tonetti annuncia il trasferimento dei fondi, precedentemente assegnati alla chiesa di San Francesco, in favore di una nuova chiesa per l'Assunta. Intanto padre Calabrò aveva anche ordinato ad Ortisei una nuova statua in legno della Vergine.
La scelta del terreno ove sarebbe poi sorta la nuova chiesa cadde sull'area prospiciente alla chiesetta, e dopo alcune vicende burocratiche, nel marzo del 1954 monsignor Tonetti tornò a Nizza per la posa della prima pietra della seconda chiesa dell'Assunta. Al suo interno la pietra portava una pergamena firmata dai rappresentanti della Chiesa e da 50 capifamiglia della parrocchia. Nello stesso anno giungeva a Nizza il nuovo simulacro dell'Assunta, opera dello scultore Luigi Santifaller.

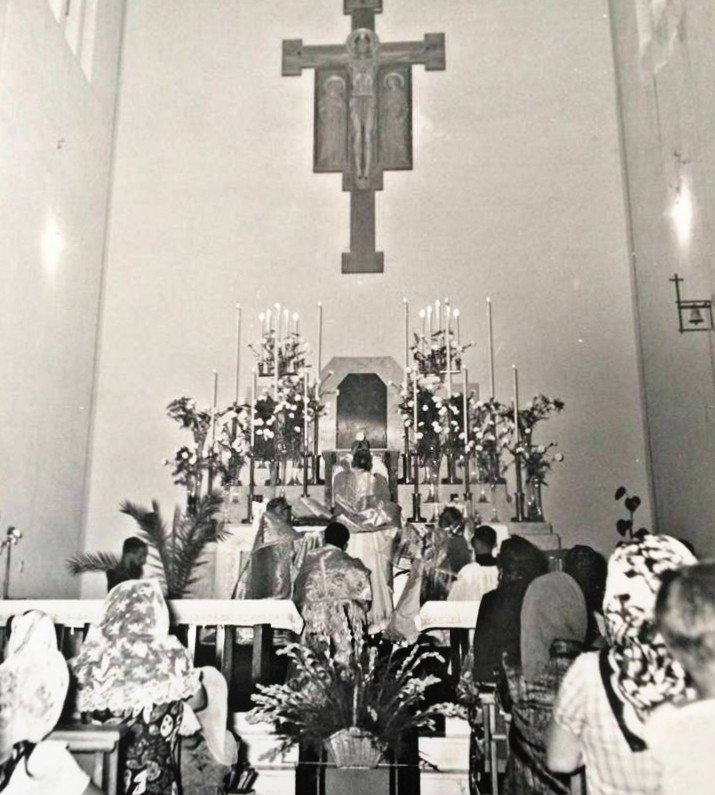
Seconda Chiesa dell'Assunta, Altare Maggiore.

A lavori ancora non ultimati, il 15 agosto 1954 la chiesa viene aperta per consentire al novello sacerdote Antonino Interdonato di celebrarvi la sua prima messa, proprio nel giorno della festa: erano eretti solo i muri perimetrali (mancava infatti il soffitto) perciò un telone copriva il tetto, in modo da proteggere dal sole il gran numero di fedeli convenuti. Nel pomeriggio, inoltre, il nuovo simulacro della Madonna Assunta fu portato per la prima volta in processione lungo le strade nizzarde, accompagnato per l'occasione anche dal simulacro del Sacro Cuore.
Il 29 giugno 1957 la seconda chiesa dell'Assunta viene ufficialmente inaugurata, benedetta e aperta al culto da monsignor Carmelo Canzonieri, vescovo ausiliare dell'Arcidiocesi di Messina-Lipari-Santa Lucia del Mela.

#### La nuova statua dell'Assunta

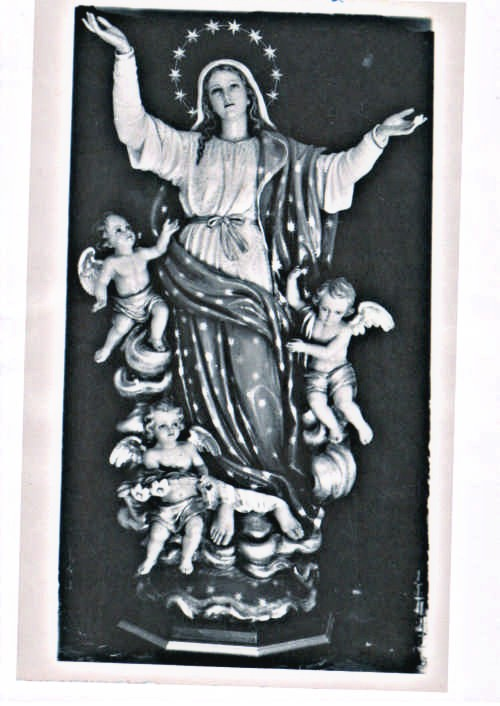
Prima foto scattata al simulacro dell'Assunta appena arrivato a Nizza da Ortisei, 1954.

Nell'anno mariano 1954, indetto dal romano Pontefice Pio XII a 4 anni dalla solenne proclamazione del dogma dell'Assunzione di Maria S.S. in Cielo (avvenuta in Vaticano il 1º novembre 1950), arrivò a Nizza la nuova statua dell'Assunta, ordinata da Padre Calabrò e realizzata dallo scultore Luigi Santifaller di Ortisei, in Val Gardena.
La scultura, in legno policromo, sostituì la precedente di cartapesta e fu accolta con grande commozione da parte dei fedeli, in lacrime per la bellezza della sacra effigie, dall'aspetto imponente e rassicurante, la quale diede un ulteriore impulso al culto mariano dell'Assunzione.

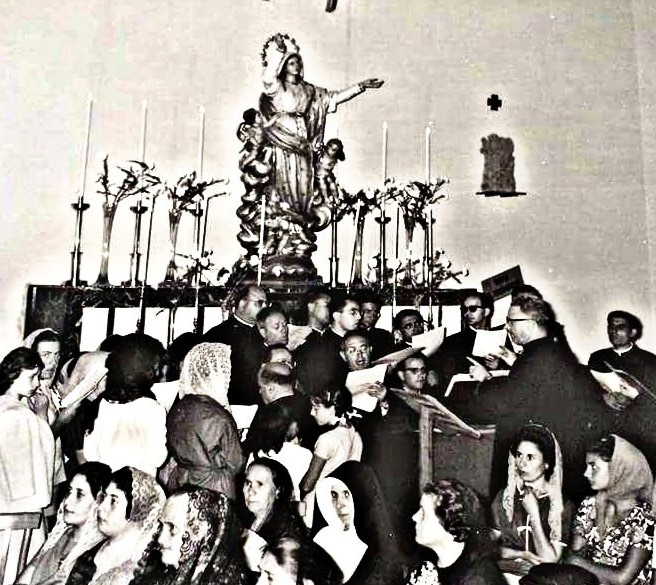
Altare dell'Assunta nella seconda chiesa.

Data la grande somiglianza (nonostante alcune varianti) con il simulacro dell'Assunta venerato a Laveno di Lozio, anch'esso realizzato in Val Gardena (nel 1945), lo scultore intese probabilmente migliorarne la dolcezza dei lineamenti e le decorazioni del manto, riuscendo ad imprimere alla sacra immagine una grazia del tutto singolare.
Appare comunque probabile anche un iniziale riferimento al simulacro della Vergine venerato a Pachino, sia per l'impostazione generale della scultura sia per i colori impiegati.
L'opera raffigura la Vergine Santa nel suo moto ascensionale verso l'Empireo; il suo sguardo, sereno e penetrante, è rivolto leggermente verso l'Alto, così come le braccia, protese al cielo; la tunica, ornata da una fitta trama decorativa di ricami in oro,è avvolta da un manto ceruleo che rappresenta la sfera celeste, indicata anche dalle stelle che ne occupano il perimetro interno; essa è legata da una cintura aurea con un fiocco al centro, secondo una simbologia molto significativa: il colore oro indica la castità e la verginità di Maria prima, durante e dopo il parto; il fiocco significa la sua divina maternità, cioè il Bambino che ha portato nel grembo, richiamando dunque la figura biblica della donna dell'Apocalisse.
La Vergine santa si poggia inoltre su un'alta nube argentea, accompagnata da tre graziosi angioletti disposti triangolarmente: il primo a partire dal basso reca tra le mani un omaggio floreale per la Regina del Cielo, il secondo e il terzo invece la sorreggono e la muovono verso l'alto. Tutta la sacra scena, infine, poggia su una semisfera appiattita che rappresenta il cielo sotto i piedi della Vergine, sfera che a sua volta è fissata su una base ottagonale.

### La terza chiesa

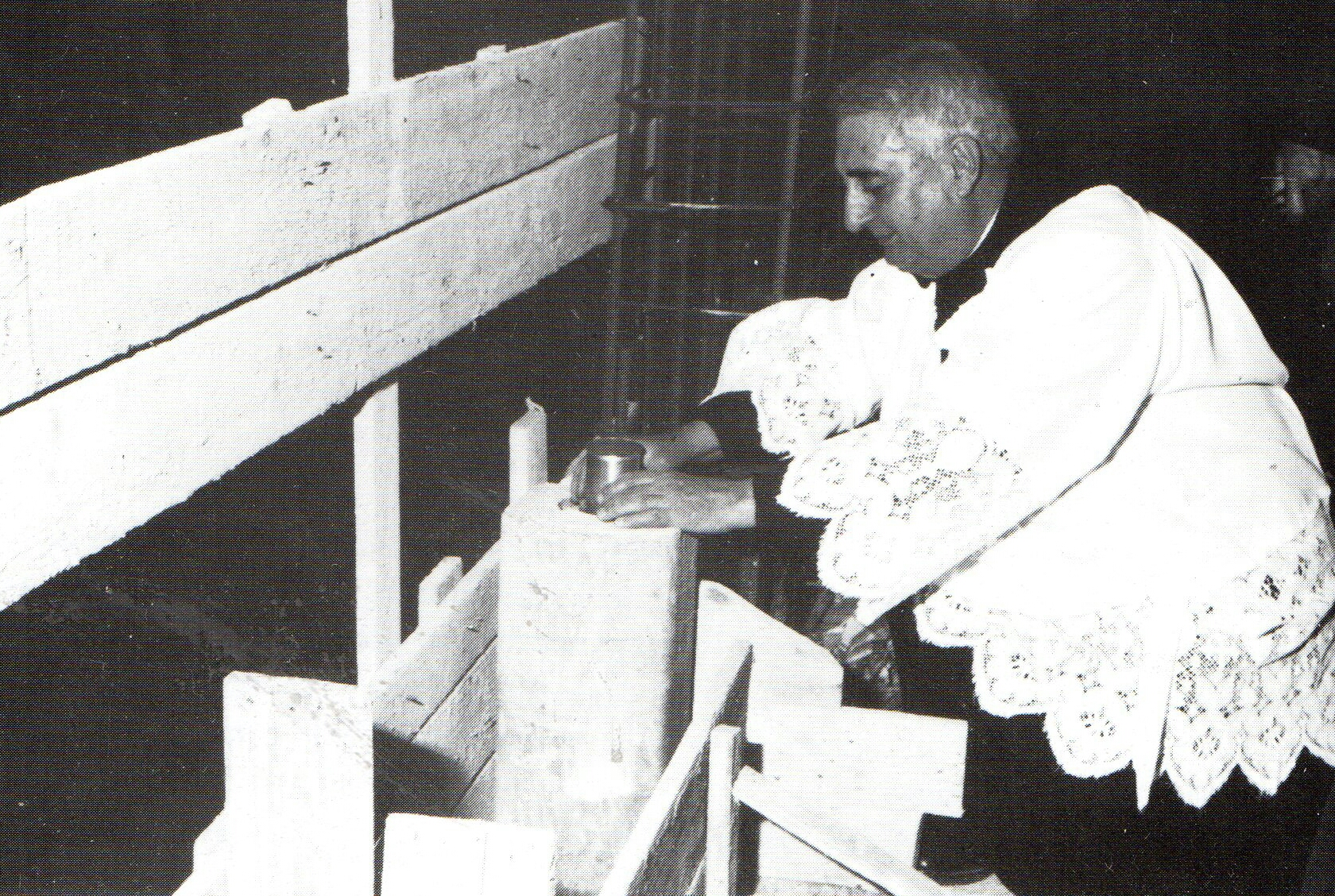
Posa della prima pietra della terza chiesa dell'Assunta

La struttura della seconda chiesa manifestò ben presto importanti difetti di stabilità, a causa della grave incuria dei lavori: i muri e le travi iniziavano a fessurarsi, il soffitto si incurvava verso il basso.
Falliti ben due tentativi di ristrutturazione, padre Calabrò decise di abbattere la chiesa per costruirne una nuova e si attivò nuovamente in questo senso.
Dopo iniziali silenzi da parte della Curia di Messina, arrivano i finanziamenti. I lavori presero il via il 30 gennaio 1979, su progetto degli ingegneri Antonino e Giuseppe Arrigo in uno stile architettonico moderno, e nel mese di aprile avviene la posa della prima pietra, presente l'arcivescovo Cannavò.
Il 3 luglio 1983 la terza chiesa fu dunque inaugurata e aperta al culto dallo stesso arcivescovo di Messina e, dopo un omaggio alla Madonna nella piazza antistante, la preziosa effigie lignea della Vergine lasciò la chiesetta per essere festosamente trasferita nella sua nuova Chiesa, ancora non interamente ultimata, dove le venne perciò allestita una provvisoria collocazione. Il 15 Agosto dello stesso anno il simulacro dell'Assunta, rientrato da Messina alle ore 13 del giorno prima per un brevissimo intervento di ripulitura, ritornò in processione lungo le vie di Nizza, dopo 29 anni dall'ultima volta. Da quest'anno in poi, la processione del 15 Agosto diventerà un appuntamento fisso con cadenza annuale.

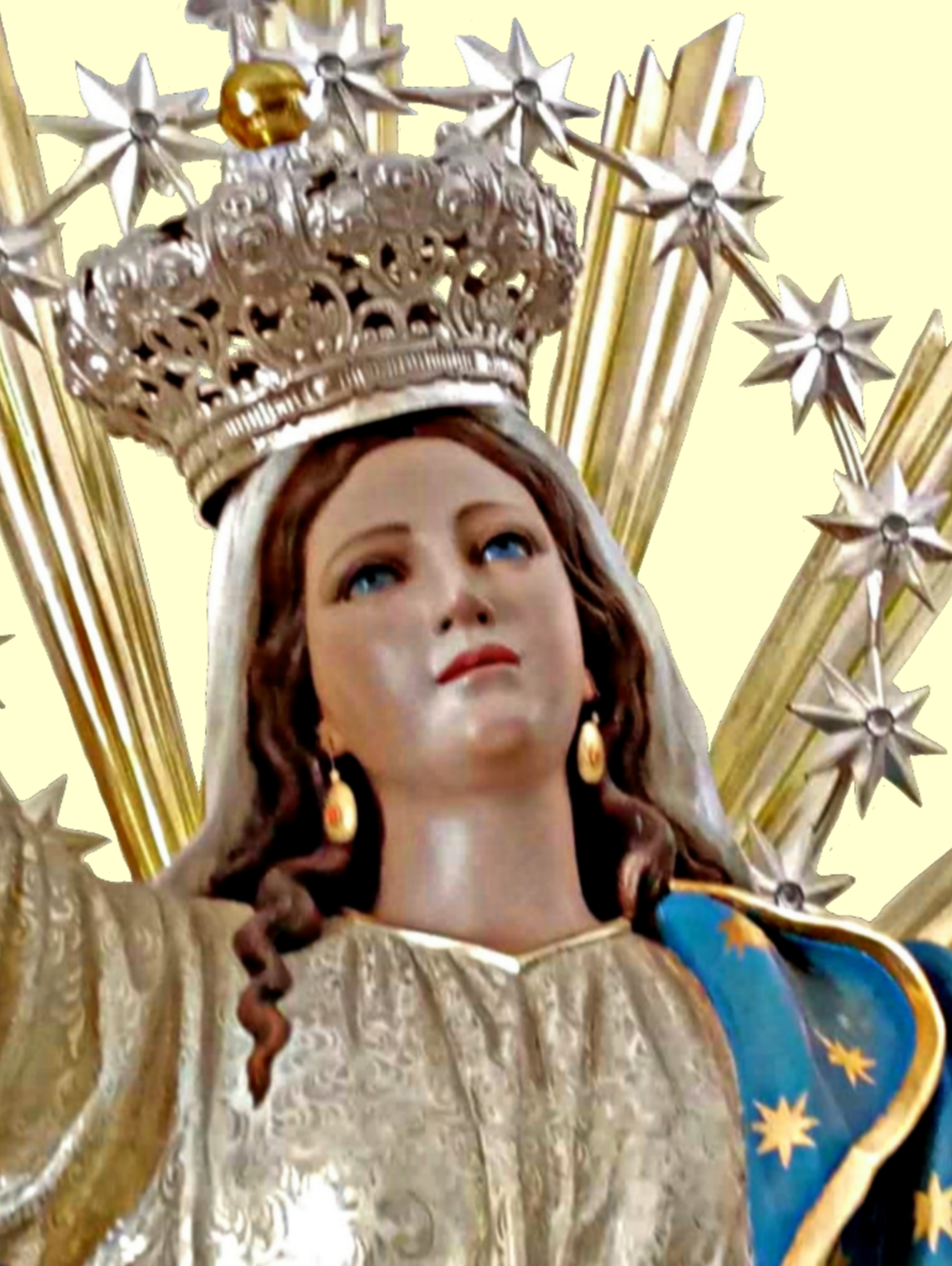
Sacra effigie della Madonna Assunta, particolare.

Intanto, nel settembre 1982 i padri Agostiniani avevano lasciato Nizza e anche la parrocchia "San Giuseppe" era stata affidata alle cure di padre Calabrò.
Due anni dopo, nel 1984, si realizzò l'unificazione delle due parrocchie in una sola realtà: nacque così la "Parrocchia Santa Maria Assunta e San Giuseppe" , sempre guidata da padre Calabrò, e avente sede all'Assunta (via Nazionale, 200).
È in questa occasione che la Madonna Assunta viene fatta Patrona – Aeque Principalis – della città di Nizza di Sicilia, insieme a San Giuseppe, e da allora la festa del 15 agosto è festa patronale.
Nel frattempo veniva realizzata la nicchia destinata a custodire la statua dell'Assunta, che vi fu solennemente intronizzata nel 1992. Nello stesso anno la Vergine Santa è festeggiata con particolare solennità in quanto ricorre il centesimo anniversario della chiesetta.
Infine, una volta rifinito l'interno del tempio, il 15 giugno del 1995 avveniva la solenne dedicazione della chiesa con il titolo di "Santa Maria Assunta", presieduta da monsignor Ignazio Cannavò.
Al suo interno è possibile osservare le artistiche vetrate, realizzate dal Mellini di Firenze, i preziosi mosaici, anch'essi del Mellini, e le 14 sculture in terracotta raffiguranti le stazioni della via Crucis.
Inoltre, negli anni 2017 e 2018 si procedette ad interventi di rifacimento della facciata (con l'installazione di una ceramica artistica dell'artista nizzarda Nina Bertuccio raffigurante l'Assunta) e ripitturazione degli interni, restauro delle vetrate, nonché alla ristrutturazione del campanile (con la realizzazione e l'installazione di una nuova campana e di una nuova croce alla sommità), in modo da riqualificare l'aspetto complessivo del sacro edificio. La nuova struttura campanaria fu solennemente inaugurata e benedetta dal parroco don Angelo Isaja il 29 marzo 2018, prima della solenne celebrazione eucaristica.
Di fronte ai portoni di ingresso, inoltre, è posizionata la statua del Sacro Cuore di Gesù. Essa è stata realizzata da Ferdinand Stuflesser, della scuola di Ortisei, ed è l'ex-voto di una donna di Nizza per il ritorno del figlio dalla guerra. Indubbiamente degna di nota è la devozione che si sviluppò nei confronti del Sacro Cuore, tanto che negli anni del Novecento si svolgeva consuetamente la processione in suo onore. Tutt'oggi la chiesa dell'Assunta è sede di festeggiamenti in onore del Sacro Cuore, con il novenario di preparazione, i vespri solenni e la solenne Celebrazione Eucaristica del giorno festivo.

### Il restauro dell'Assunta

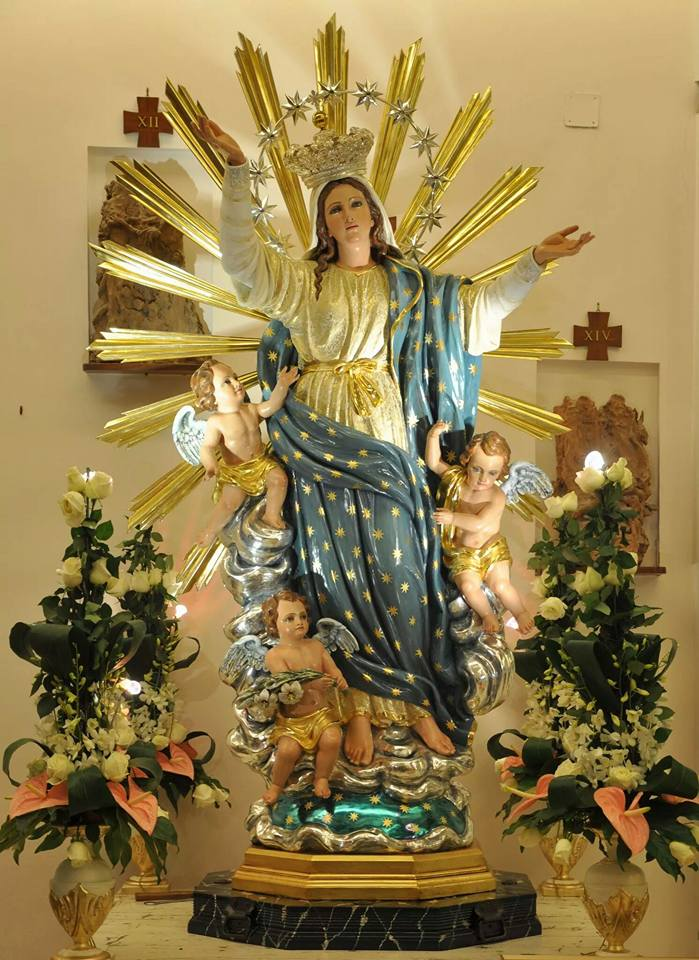
Il simulacro dell'Assunta appena restaurato, 29 gennaio 2012

Di fronte al simulacro del Sacro Cuore è posta la Cappella ove durante l'anno è posizionata la sacra effigie dell'Assunta.
La preziosa statua dal 22 settembre 2011 al 29 gennaio 2012 lasciò la chiesa per essere sottoposta a restauro ad opera del maestro restauratore catanese Ignazio Lo Faro, restauro che riportò il pregiato simulacro al suo originale splendore.
La svelatio dell'effigie avvenne il 29 gennaio 2012 presso la Chiesa della Madonna del Carmelo di Roccalumera, da dove si snodò la processione che, tra due ali di folla, commossa come il primo giorno per la bellezza dell'immagine sacra, la riportò trionfalmente nella sua Chiesa, attraversando prima tutta la via nazionale e con tanto di giochi pirotecnici.
Al rientro della processione ebbe luogo una solenne celebrazione eucaristica con la benedizione del restauro.

## La festa patronale

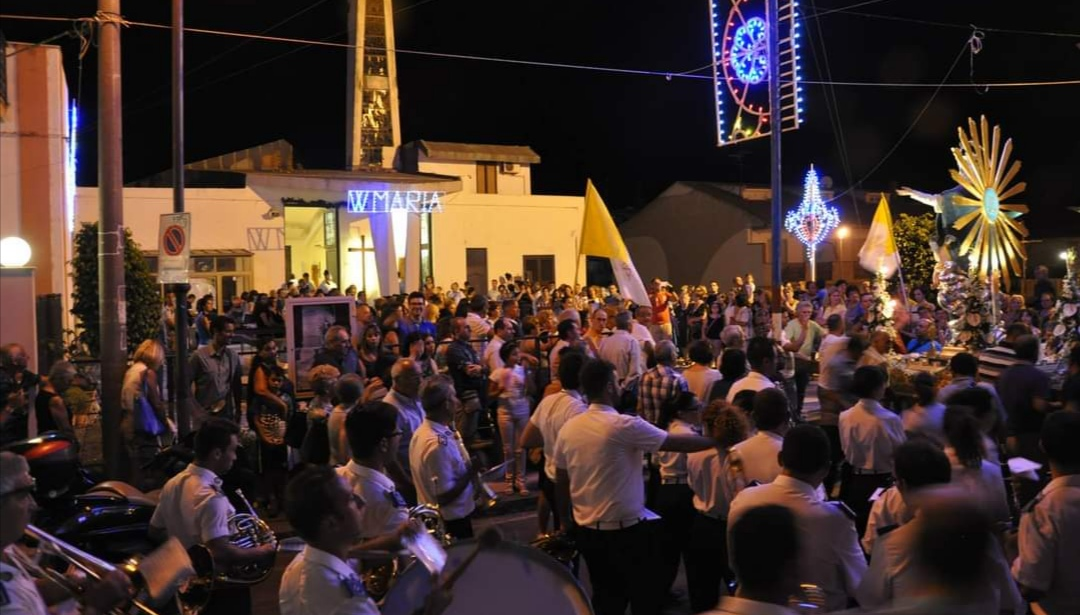
L'Assunta rientra dalla processione.

La chiesa dell'Assunta è sede, ogni anno, della Festa Patronale in suo onore.
Tale celebrazione ha conosciuto nel tempo una graduale evoluzione, fino alla forma attuale.

### Storia della festa
Per antica tradizione, sin dalla metà del '700 il 15 agosto di ogni anno gli abitanti di Allume si recavano a Nizza di Sicilia, nell'odierno quartiere Casapinta, percorrendo la strada di contrada “Treaire” (antica via di campagna ancora oggi esistente) per dar vita a momenti di festa con giochi tipici, cui partecipava numerosa anche la popolazione di Nizza. Nel tempo questo evento inizialmente solo ludico assunse un carattere religioso, divenendo un vero e proprio pellegrinaggio che, partendo da Allume, portava in processione un grazioso quadro della Vergine Assunta lungo l'antica strada di Treaire; il quadro veniva poi venerato su un provvisorio altarino, mentre sul torrente Landro si tenevano i tradizionali giochi. Nel frattempo la costruzione della prima chiesa dell'Assunta, permise di poter impreziosire questi festeggiamenti in onore della Vergine aggiungendo ad essi la celebrazione della Santa Messa nel giorno della Sua festività. In questo modo prendeva a poco a poco forma l'annuale festa che attualmente Nizza decreta alla sua Patrona. Con il passare degli anni, se i giochi dell'Assunta continuarono a tenersi fino all'ultimo decennio del Novecento, l'usanza del pellegrinaggio da Allume fu persa; restò invece sempre viva e forte la fervente devozione verso la Vergine Assunta, divenuta nel frattempo sua ComPatrona, in una chiesa più grande, introducendo anche l'annuale processione della sua sacra effigie lungo le vie del paese.

### La festa oggi

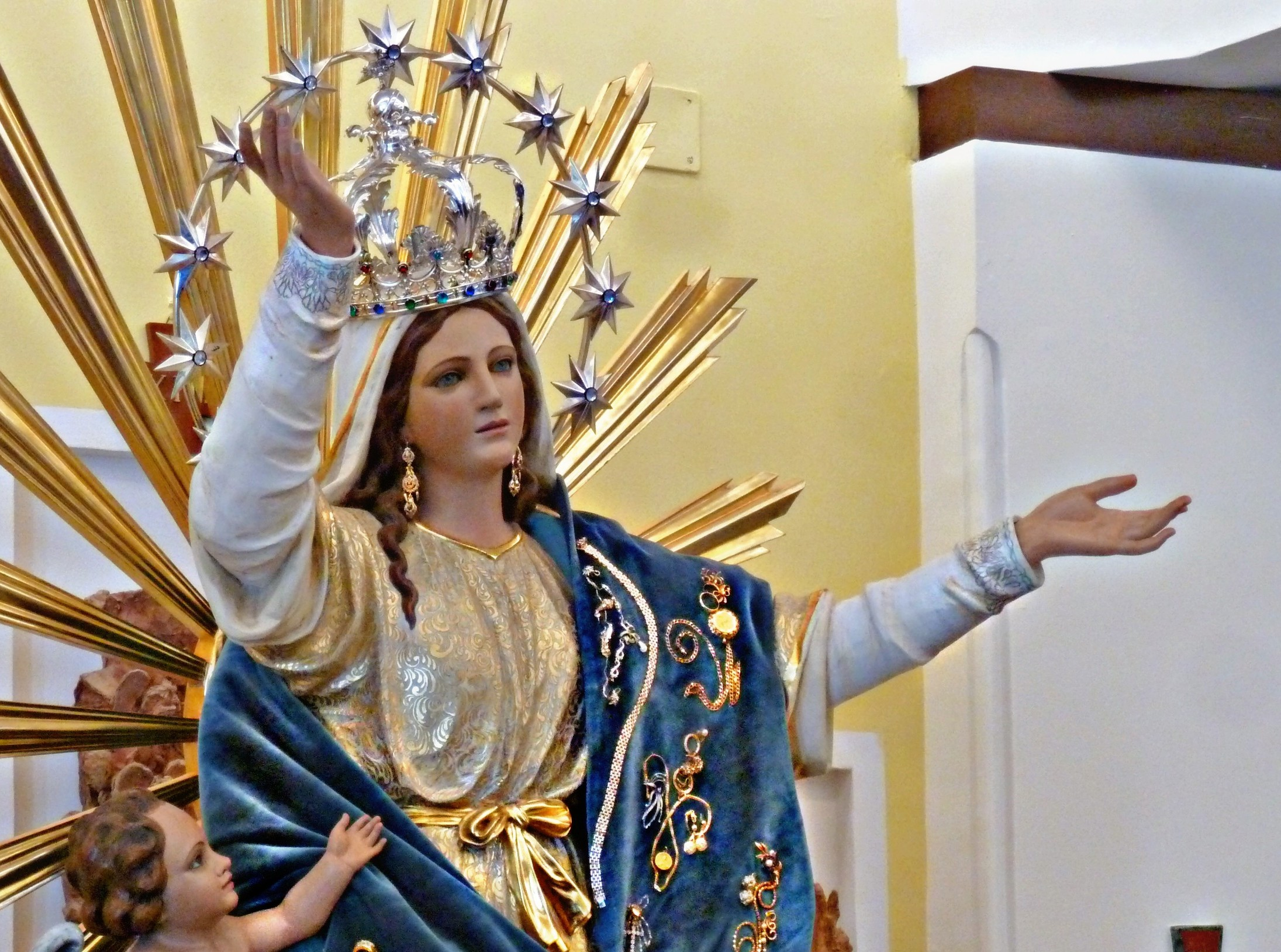
Il simulacro dell'Assunta con il manto degli ori votivi.

Il programma attuale dei festeggiamenti prende avvio con la suggestiva traslazione della sacra effigie sul fercolo e la discesa all'altare. Qui, per tutta la durata dai festeggiamenti, l'immagine venerata della Vergine è adornata con una elegante corona (donata un tempo dai devoti nizzardi per incoronare la statua di cartapesta,poi fatta allargare e ulteriormente impreziosire in occasione dei restauri del 2012) e con una maestosa raggiera, che contribuiscono a rendere il senso di monumentalità della scultura.
Il 6 agosto inizia il Solenne novenario di preparazione alla festa della ComPatrona, che prevede il canto del Santo Rosario, il canto delle Litanie e della Coroncina all'Assunta e la celebrazione della Santa Messa.
Il 14 agosto, vigilia della festa, la Messa Prefestiva è preceduta dalla celebrazione dei Primi Vespri solenni.
Dal 2019 inoltre è stato ripristinato lo "storico pellegrinaggio" degli abitanti di Allume da cui ebbe origine la festa nizzarda, anticipato al 14 Agosto (in origine era il 15): dalla Chiesa Madre di Allume il corteo si snoda verso Nizza di Sicilia, portando in processione - secondo l'usanza di un tempo - l'antico quadro della Madonna Assunta lungo l'antica strada di contrada "Treaire" fino a Casapinta e da qui alla Chiesa dell'Assunta, come forma di rievocazione di quei pellegrini allumesi che anticamente percorrevano questo tragitto con il quadro della Vergine. All'arrivo in Chiesa come di consueto ha luogo la celebrazione dei Primi Vespri Solenni e della Santa Messa prefestiva.

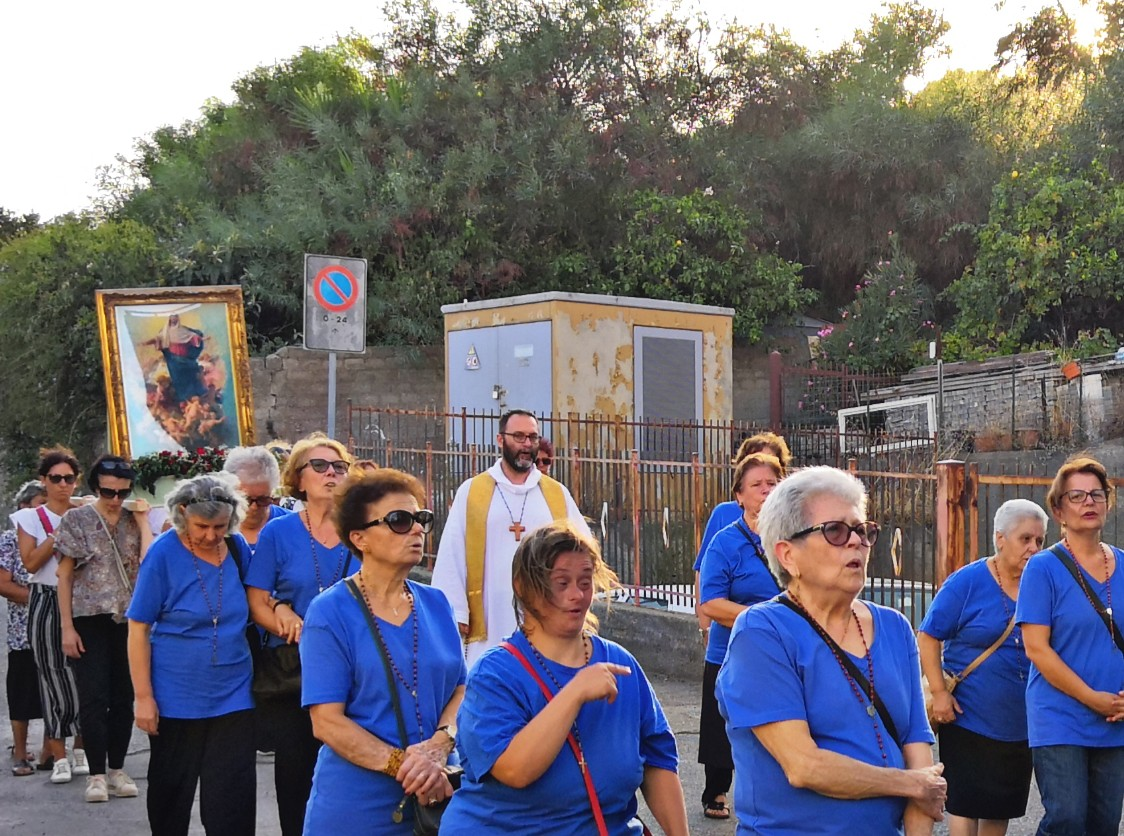
Arrivo del pellegrinaggio a Casapinta, 14 Agosto 2019.

La mattina del 15 agosto, solennità dell'Assunzione di Maria Ss. in Cielo, vengono solitamente celebrate tre Sante Messe; il pomeriggio, al termine della celebrazione eucaristica della sera, ha luogo la solenne processione che accompagna il simulacro ligneo dell'amata Patrona – adornata dal manto degli ori votivi – e la Reliquia del Sepolcro della Vergine snodandosi lungo tutta la via nazionale e in molte altre vie della città. La processione, molto partecipata dai tanti devoti di Nizza e non solo, è seguita dallo spettacolo pirotecnico, intorno a mezzanotte.
I festeggiamenti religiosi, accompagnati da varie manifestazioni ricreative organizzate di anno in anno, si concludono il 22 agosto, solennità di Maria Ss. Regina dei Cieli e della Terra e Ottava dell'Assunzione di Maria in Cielo, con la solenne celebrazione eucaristica serale al termine della quale la sacra effigie della Vergine viene riposizionata, tra gli applausi e i canti commossi dei devoti, nella sua cappella all'ingresso della Chiesa.

## Chiese suffraganee
Sul suolo nizzardo sorgono anche la chiesa di San Giuseppe che insieme ad altri due tempietti oggi sono chiese sugfraganee della parrocchia "Santa Maria Assunta e San Giuseppe": la chiesa di San Giovanni Battista e la chiesa di San Francesco di Paola.